# 散田金谷古墳

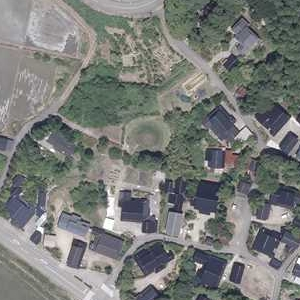

散田金谷古墳（さんでんかなやこふん）は、石川県羽咋郡宝達志水町に所在する古墳である。1982年（昭和57年）国の史跡に指定された。
現在、隣接する石坂鍋山古墳群とあわせて「桜の里・古墳公園」として整備されている。

## 概要
散田地区の子浦川に臨んだ丘陵裾部に立地する。
長径21m、短径18.5m、高さ3.5mの楕円形の墳丘をなし、能登では最大級の横穴式石室を構築している。石室は全長9.85m、奥壁幅2.65m、高さ2.76mを測る。
奥壁に沿って置かれた組合式家形石棺は底辺で長さ2.30m、幅1.10m、高さ1.27mを測る。凝灰岩製の板石8枚で棺身を造り、さらに千木状の突起を造り出した4枚（内1枚は欠失）の石材で蓋石を構成している。この石棺は1970年に県の有形文化財に指定された。
石室・石棺は1903年（明治36年）に発掘され、耳環、鉄刀、鐔、鉄鏃、刀子、鹿角装把、辻金具、鉸具、須恵器、土師器などが出土した。これらの遺物は東京国立博物館や地元の飛龍山成正寺などに所蔵されている。
築造年代は6世紀第4四半期と推定され、能登の羽咋周辺を代表的する後期古墳である。